# Terzorio
Terzorio (en ligur Tresseu) és un comune italià, situat a la regió de la Ligúria i a la província d'Imperia. El 2015 tenia 216 habitants.

## Geografia
Té una superfície de 1,93 km² i limita amb Cipressa, Pompeiana i Santo Stefano al Mare.

## Evolució demogràfica
| Gràfica d'evolució de Terzorio entre 1861 i 2011 |
|                                                  |
| Font: ISTAT                                      |